# Schwedische Kleinfunde mit Runenbeschriftung

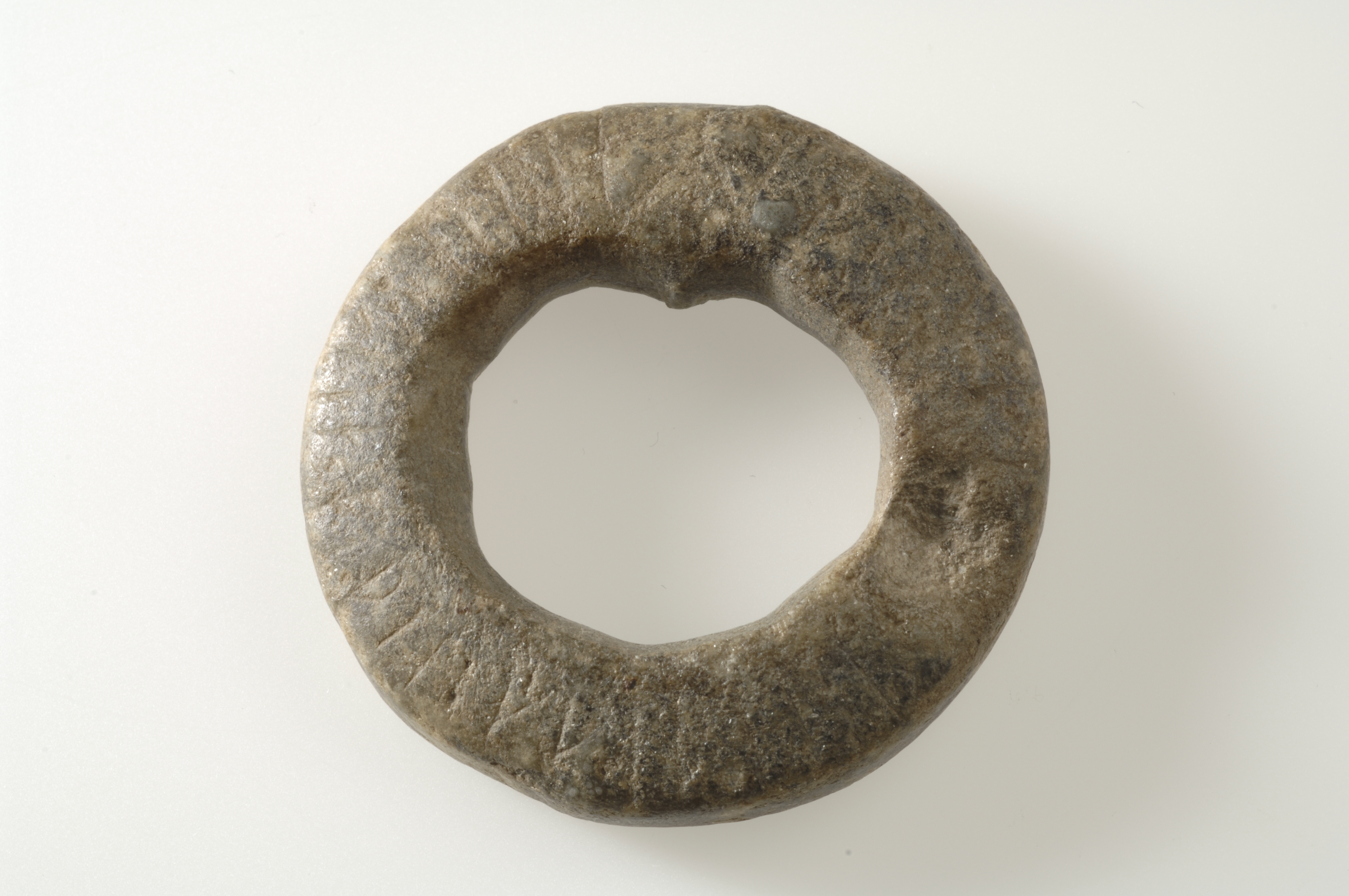
Ring mit beitseitiger Runenbeschriftung: “BotolfR giærði” von Vij gård, Övergran, Uppland

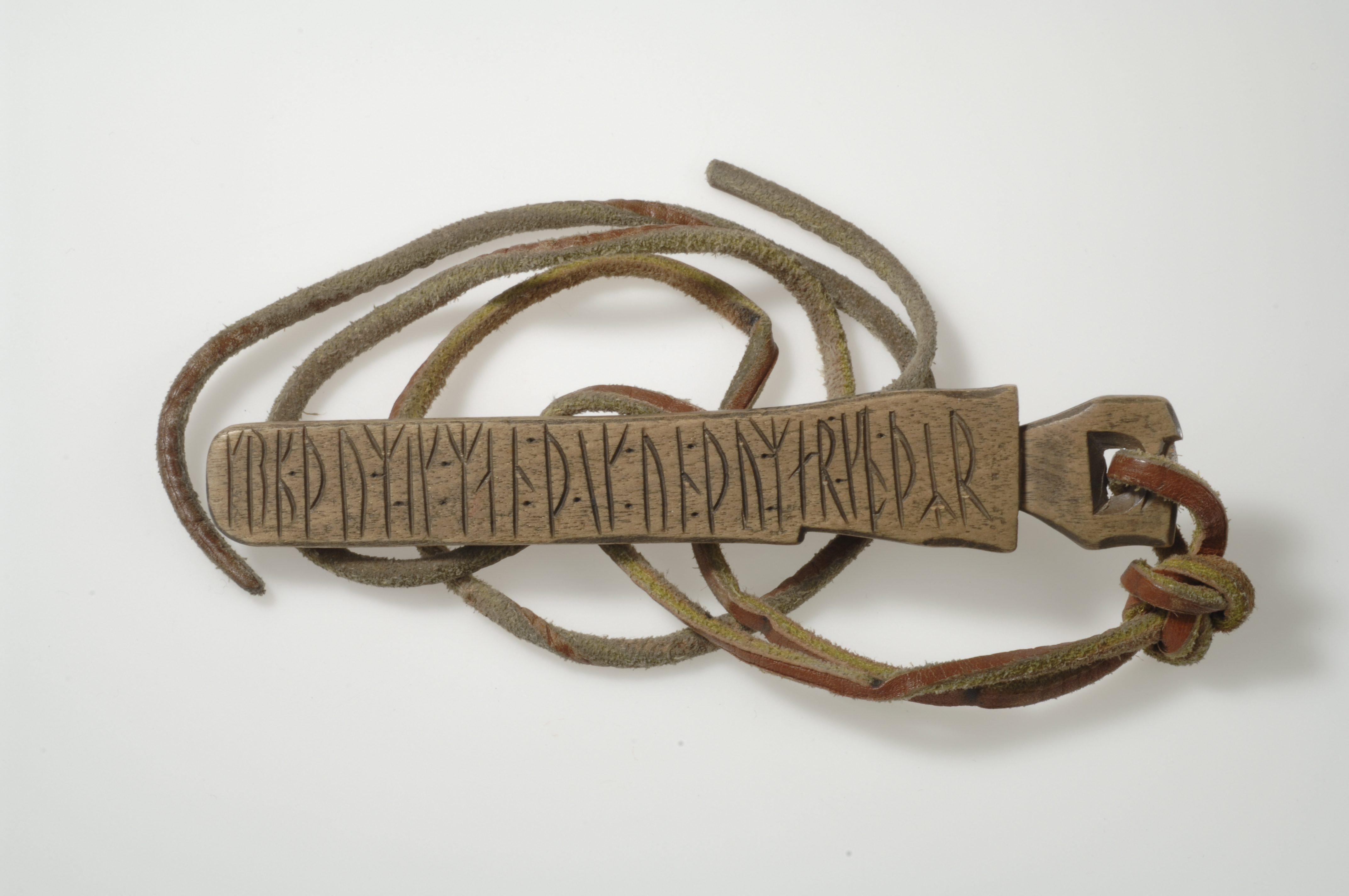
Webschwert von Lödose

Die schwedischen Kleinfunde mit Runenbeschriftung stammen meist aus dem 19. Jahrhundert und dem küstennahen Südschweden. Neufunde erfolgten bis in die 1990er Jahre (Hedenstorp, Norra Gärdet). Probleme ergeben sich durch eine ungenügende Forschungssituation und aus dem im Vergleich zu Norwegen schlechteren Forschungsstand im Hinblick auf die frühen Machtstrukturen. Der schwedischen Forschung fehlen umfassendere Studien, die größere Landesteile erfassen. Aussagekräftige Untersuchungen liegen nur von Fundplätzen vor (beispielsweise Adelsö, Uppsala, Uppåkra).
Acht der elf Kleinfunde mit Runenbeschriftung stammen aus Gräbern. Zudem liegt je ein Moorfund (Amulett von Lindholmen), ein Lesefund (Älgsjö) sowie ein Siedlungsfund (Norra Gärdet) vor. Von den Funden aus Grabkontexten stammen fünf aus Brandgräbern und nur einer aus einem Körpergrab. Diese Relation dürfte repräsentativ für die nordische Eisenzeit sein. Bei Mos und Rickeby handelt es sich um Männergräber (Beigabe von Waffen). Älvesta, Etelhem und Gårdlösa sind Frauengräber (Beigabe von Fibeln).
Von den zeitlich bestimmbaren Gegenständen sind sieben der nordischen Eisenzeit und je eines der Vendel- und der Wikingerzeit (Kvinnebyamulett) zuzuweisen. Das Webschwert von Lödöse in Västergötland ist mittelalterlich.
Für die Gräberfunde ist ein erhebliches Gefälle zwischen reichen (beispielsweise Älvesta, Rickeby) und ärmlichen Bestattungen (Dragby) nachzuweisen. Wahrscheinlich entstammen allein das Webgewicht von Norra Gärdet und die Fibel von Etelhem einem Umfeld der Gesellschaftsspitze. Die Grabfunde von Gårdlösa, Mos und Rickeby sind einem gestuften Ober- oder Mittelschichtmilieu zuzuweisen. Die Männergräber von Mos und Rickeby  können für Gefolgschaftsmitglieder mittleren Rangs eingestuft werden. Im Falle von Rickeby und den Gräbern von Vendel und Valsgärde entzieht sich dagegen die Zugehörigkeit zur Herrenschicht dem archäologischen Nachweis.
Es gibt auch norwegische Kleinfunde mit Runenbeschriftung (Eikeland-Schnalle).